# Arn Lou
Arn Lou (født 23. september 1961 i Rødovre) er en dansk forfatter og filminstruktør.
Lou er opvokset i København, hvor han i 1991 blev cand.phil. i Film- og medievidenskab. Efter flere års virke som filmarbejder, debuterede Lou som filminstruktør med novellefilmen Vases or Faces fra 1994.
Foruden egne værker, har Lou arbejdet med på flere danske biograffilm, heriblandt Sprængfarlig bombe, De grønne slagtere, Adams æbler og Tempelriddernes skat. Lou vendte midlertidigt tilbage til det akademiske miljø og blev cand.it. i 2001 fra IT-Universitetet i København.

## Forfatterskab
Som følge af sit sideløbende litterære arbejde, debuterede Lou som forfatter i 2006 med den anmelderroste roman Hvad holder sammen på en sten på Forlaget Saxo. Romanen er en barsk samtidsroman om en ung mands indre kamp med at finde sig selv, og på samme tid en kritisk stillen skarpt på den danske filmbranche.
Med Lous anden roman, Tre Uger Før fra 2008, lader han sig inspirere af magisk realisme og portrætterer det at stamme. En talelidelse med en endnu ikke færdig-defineret årsag, og som alene i Danmark deles af omkring 40.000 mennesker. Herunder af forfatteren selv. Romanen sætter således for første gang meget længe fokus på et ellers gådefuldt problem.
Mellemkødet fra 2011 er Lous tredje roman og handler om nogle af de konsekvenser det kan have, ikke at få lov til at være den man er. En samtidsroman med en dyster kritik af det moderne samfund.
Romanen Operation: Nibiru 2012 ligeledes fra 2011, er Arn Lous fjerde roman. En markant anderledes roman i forhold til Lous tidligere forfatterskab, idet bogen fungerer som en spændingsroman med omdrejningspunktet omkring 2012-fænomenet.

## Filmatisering
Novellefilmen Hvem brænder børnene i helvede? fra 2010 er en film under New Danish Screen og baserer sig frit på Lous debutroman Hvad holder sammen på en sten. Filmen er instrueret af Peter Bækkel og produceret af Nordisk Film med premiere på CPH PIX 2011.

## Værker
| - Hvad holder sammen på en sten (2006) - Tre Uger Før (2008) - Mellemkødet (2011) - Operation: Nibiru 2012 (2011) | - Vases or Faces (1994) - L'art pour L'art (1994) - The Deal (1999) – (Musikvideo) - Viral Statement (2006) - Hvem brænder børnene i helvede? (2010) – (Manuskriptforfatter) |